# Diljit Dosanjh
Diljit Dosanjh (in hindī दिलजीत दोसांझ; in punjabi ਦਿਲਜੀਤ ਦੋਸਾਂਝ; Dosanjh Kalan, 6 gennaio 1984) è un cantante e attore indiano.

## Discografia
- 2000 - Ishq Da Uda Adaa
- 2004 - Dil
- 2005 - Smile
- 2006 - Ishq Ho Gaya
- 2008 - Chocolate
- 2009 - The Next Level
- 2012 - Sikh
- 2012 - Back 2 Basics
- 2017 - El sueño
- 2018 - CON.FI.DEN.TIAL
- 2018 - Roar
- 2020 - G.O.A.T.

## Filmografia parziale
- The Lion of Punjab, regia di Guddu Dhanoa (2011)
- Jihne Mera Dil Luteya, regia di Mandeep Kumar (2011)
- Jatt & Juliet, regia di Anurag Singh (2012)
- Jatt & Juliet 2, regia di Anurag Singh (2013)
- Disco Singh, regia di Anurag Singh (2014)
- Punjab 1984, regia di Anurag Singh (2014)
- Sardaarji, regia di Rohit Jugraj (2015)
- Ambarsariya, regia di Mandeep Kumar (2016)
- Sardaar Ji 2, regia di Rohit Jugraj (2016)
- Udta Punjab, regia di Abhishek Chaubey (2016)
- Super Singh, regia di Anurag Singh (2017)
- Phillauri, regia di Anshai Lal (2017)
- Sajjan Singh Rangroot, regia di Pankaj Batra (2018)
- Welcome To New York, regia di Chakri Toleti (2018)
- Soorma, regia di Shaad Ali (2018)
- Shadaa, regia di Jagdeep Sidhu (2019)
- Arjun Patiala, regia di Rohit Jugraj (2019)
- Good Newwz, regia di Raj Mehta (2019)
- Suraj Pe Mangal Bhari, regia di Abhishek Sharma (2020)

## Premi

### Come cantante
- Brit Asia TV Music Awards
  - 2013: "Best Bhangra Single", "Best Album of the Year", "Best International Act"
  - 2014: "Best International Act"
  - 2015: "Best World Single", "Best Male Act"
  - 2017: "Best Music Video", "Best Male Act"
  - 2018: "Album of the Year"
- PTC Punjabi Music Awards
  - 2010: "Best Folk Pop Album"
  - 2013: "Best Bhangra Song of the Year", "Best Pop Vocalist Male"
  - 2014: "Best Pop Vocalist Male", "Most Popular Song of the Year"
  - 2015: "Best Pop Vocalist Male for a Single", "Best Bhangra Song of the Year"
  - 2016: "Most Popular Song of the Year", "Best Bhangra Song of the Year"
- Mirchi Music Awards
  - 2015: "Listeners' Choice Film Song of the Year", "Film Album of the Year", "Listeners' Choice Film Album of the Year", "Song of the Year – Non Film"
- PTC Punjabi Film Awards
  - 2012: "Most Popular Song of the Year"
  - 2016: "Most Popular Song of the Year"

### Come attore
- Filmfare Awards
  - 2017: "Best Male Debut"
- Filmfare Awards Punjabi
  - 2017: "Best Actor"
- Zee Cine Awards
  - 2020: "Best Comic Actor"
- Punjabi International Film Academy Awards
  - 2012: "Best Actor"
- PTC Punjabi Film Awards
  - 2012: "Best Actor"
  - 2013: "Best Actor"
  - 2014: "Best Actor"
  - 2015: "Best Actor"
  - 2020: "Best Actor"